# 호레이스 윌슨
호레이스 윌슨(Horace Wilson, 1843년 2월 10일 ~ 1927년 3월 4일)은 미국 메인주 출신이며 일본에서 영어를 가르치는 교사이다.
1871년(메이지 4년)에 외국인 초빙사로 일본에 방문하며 제일고등중학교(현재의 도쿄 대학)에서 교편을 쥐었다. 그 때에 생도들에게 야구를 가르치고, 그 후 전국적으로 넓혀졌었다.
2003년에 야구를 전하는 공적을 부르며 '신세기표창'으로서 일본의 야구 전당으로 입성하였다.

## 참고 문헌
- 사야마 가즈오 『메이지 5년의 플레이 볼 : 처음으로 일본에서 야구를 전하였던 사나이 윌슨』 (일본 방송 출판 협회, 2002년)